# Geranomyia samoana
Geranomyia samoana là một loài ruồi trong họ Limoniidae. Chúng phân bố ở miền Australasia.